# Хвичия, Назико Хусеиновна
Назико Хусеиновна Хвичия (1928 год, село Аламбари, Кобулетский район, Аджарская АССР, Грузинская ССР — 2017 год, село Аламбари, Кобулетский муниципалитет, Грузия) — колхозница колхоза имени Андреева Кобулетского района, Аджарская АССР, Грузинская ССР. Герой Социалистического Труда (1949).

## Биография
Родилась в 1927 году в крестьянской семье в селе Аламбари Кобулетского района (сегодня — Кобулетский муниципалитет). После окончания местной начальной школы с 1940 года трудилась рядовой колхозницей на чайной плантации в колхозе имени Андреева Кобулетского района.
В 1948 году собрала 6132 килограмм сортового зелёного чайного листа на участке площадью 0,5 гектара. Указом Президиума Верховного Совета СССР от 29 августа 1949 года удостоена звания Героя Социалистического Труда за «получение высоких урожаев сортового зелёного чайного листа и цитрусовых плодов в 1948 году» с вручением ордена Ленина и золотой медали «Серп и Молот» (№ 4523).
Этим же Указом званием Героя Социалистического Труда были также награждены труженицы колхоза имени Андреева Хурие Османовна Васадзе, Асие Реджебовна Гогитидзе, Эмине Мевлудовна Месхидзе, Фадима Ахмедовна Шарашидзе.
За выдающиеся трудовые результаты по итогам работы за 1949 года была награждена вторым Орденом Ленина.
В последующие годы возглавляла звено, которое по итогам Десятой пятилетки (1976—1980) выполнило план на 120 %.
Проживала в родном селе Аламбари Кобулетского района. С 1984 года — персональный пенсионер союзного значения. Скончалась в 2017 году.
Награды
- Герой Социалистического Труда
- Орден Ленина — дважды (1949; 19.07.1950).